# Tim Williams (giocatore di football americano)
Timothy Williams (Baton Rouge, 12 novembre 1993) è un giocatore di football americano statunitense che milita nel ruolo di linebacker per i British Columbia Lions della Canadian Football League  (CFL).

## Carriera

### Baltimore Ravens
Williams al college giocò a football con gli Alabama Crimson Tide dal 2013 al 2016, vincendo il campionato NCAA nel 2015. Fu scelto nel corso del terzo giro (74º assoluto) nel Draft NFL 2017 dai Baltimore Ravens. Debuttò come professionista subentrando nella gara del secondo turno contro i Cleveland Browns mettendo a segno un tackle